# 바티칸 시국의 교통

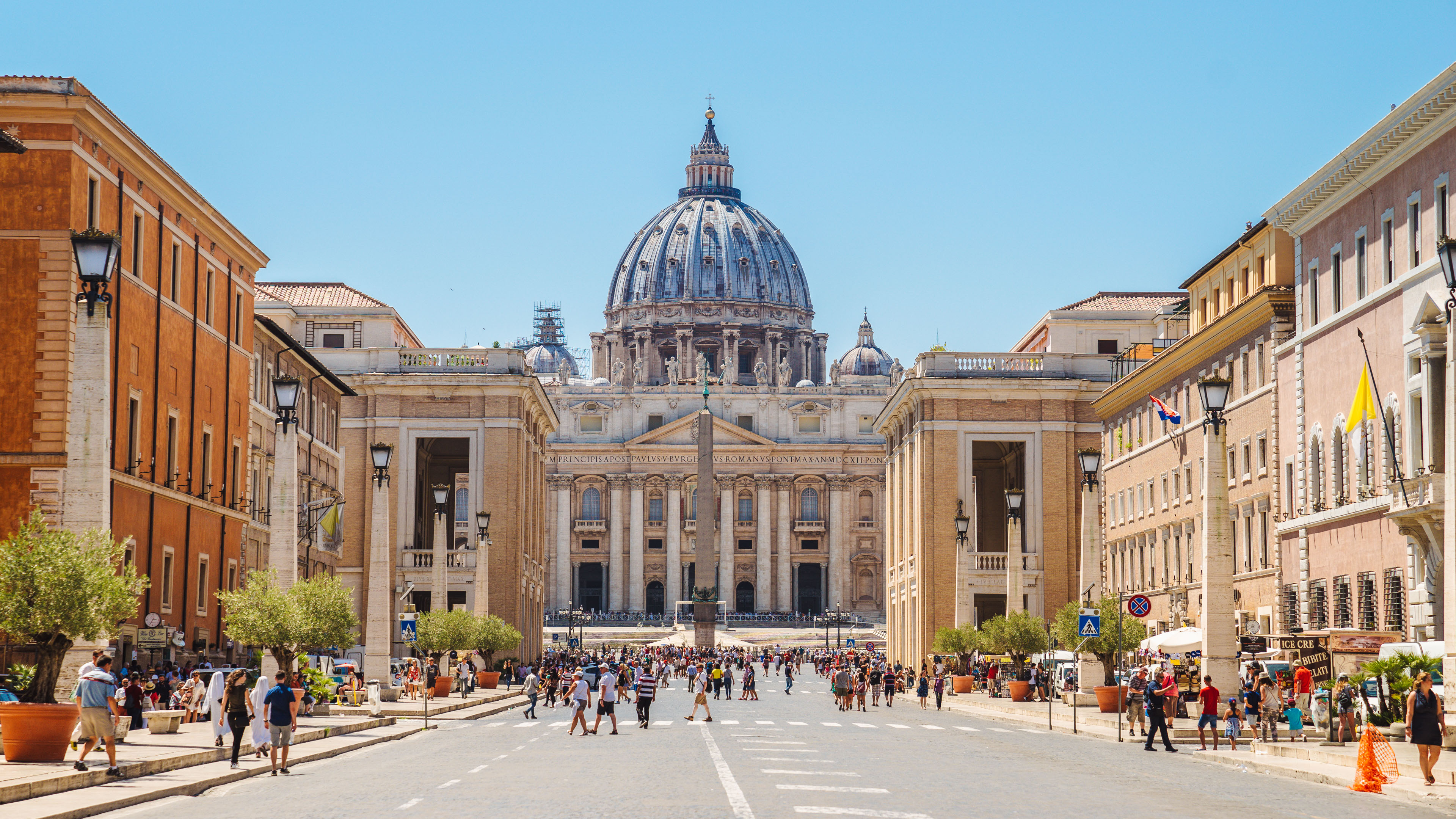
비아 델라 콘칠리아치오네에서 바라본 성 베드로 대성전과 성 베드로 광장.

바티칸 시국의 교통은 나라 전체가 1.05km 길이와 0.85km 폭으로 이루어진 작은 도시국가이기 때문에, 공항이나 고속도로가 없다. 일반 성인이 평균 걷는 속도를 시간당 3.6km로 간주했을 경우, 바티칸 시 전체를 가로지르는 데는 20분도 채 걸리지 않는다. 그러한 연유로, 바티칸의 기반시설 대부분은 성 베드로 광장과 성 베드로 대성전 내의 복도와 통로, 그리고 대성전과 광장 주위를 둘러싼 건물들 및 건물들 사이사이의 보도로 구성되어 있다. 바티칸 시 서쪽 귀퉁이에는 헬리콥터 이착륙장이 있는데, 이곳은 바티칸의 고위 성직자 및 방문객들을 위하여 사용하고 있다.

## 항공 교통
바티칸 시국에는 공항이 따로 존재하지 않는다. 바티칸 시국을 방문하는 많은 국빈들은 로마 공항을 이용하거나 바티칸 시에 있는 헬리콥터 이착륙장을 이용한다.

## 철도 교통
바티칸 시국에는 폭 1,435미터(4 ft 8 1⁄2 in) (표준궤도)에 길이가 852미터밖에 안 되는 짧은 철도가 놓여져 있는데, 이 철도는 로마 중심부의 산 피에트로역과 연결되어 있다. 바티칸 철도 역사 건물은 건축가 주세페 모로가 설계한 것이다. 교황 비오 11세 때 건축되었으며 라테란 조약이 체결된 후인 1933년에 개통되었다. 오늘날에는 역사 주변에 상점들이 즐비하다. 철도는 본래 순례자들을 태우기 위해 만들어 놓은 것이었지만, 정작 승객 수송은 굉장히 드물었다. 교황 요한 23세는 바티칸 철도를 이용한 최초의 교황이며, 교황 요한 바오로 2세는 바티칸 철도를 간헐적으로 이용한 것으로 알려졌다. 오늘날 바티칸 철도는 주로 화물 수송용으로 사용되고 있다.